# Silvana Lima
Silvana Lima (Paracuru, 29 d'octubre de 1984), és una esportista i surfista brasilera. Va ser vuit vegades la millor surfista del Brasil i dues vegades subcampiona mundial els anys 2008 i 2009.